# Statistiche e record dell'Unione Sportiva Catanzaro 1929
Nella presente pagina sono riportate le statistiche nonché record riguardanti l'Unione Sportiva Catanzaro 1929, società calcistica italiana a responsabilità limitata con sede a Catanzaro.
Il Catanzaro esordì nel girone calabrese del campionato di terza divisione nel 1927: l'annata 2022-2023 è dunque la sua 90ª stagione sportiva. Fu nel 1930 che entrò per la prima volta nel calcio nazionale italiano, venendo promossa d'ufficio in Prima Divisione, l'allora terzo livello, nell'allora Direttorio Divisioni Superiori, l'antenato dell'odierna Lega Calcio. Dopo l'istituzione del girone unico nel 1929, il Catanzaro ha giocato 7 edizioni della Serie A, 28 della Serie B, 28 di Serie C e C1, 14 di Serie C2, 1 di IV Serie e 4 di Lega Pro Seconda Divisione.
Nel corso dei 7 campionati di Serie A, il Catanzaro ha ottenuto per due volte consecutive il suo miglior piazzamento, ovvero il settimo posto, raggiunto nel 1980-1981 e nel 1981-1982. Il suo peggior piazzamento sul campo in massima serie è il 16º posto della stagione 1982-1983.
Il Catanzaro, è la quarantottesima squadra che ha totalizzato il maggior numero di punti nella storia del campionato di Serie A, e inoltre, insieme al Ravenna, è la squadra ad aver vinto più volte il Campionato di Lega Pro Prima Divisione, precisamente in tre diverse occasioni: nel 1984-1985, nel 1986-1987 e nel 2003-2004.
Per quanto concerne le coppe nazionali, il Catanzaro ha disputato 42 volte la Coppa Italia, e in una sola occasione è arrivata in finale, nel 1965-1966, mentre per due volte ha raggiunto la semifinale, nel 1978-1979 e nel 1981-1982. Sono invece 29 le partecipazioni alla Coppa Italia di Lega Pro ed ai suoi antesignani.
Per quanto riguarda le competizioni internazionali, il Catanzaro annovera una partecipazione alla Coppa delle Alpi nel 1960, che riuscì a conquistare in rappresentanza della federazione insieme ad altre sette formazioni italiane, ed una partecipazione alla Coppa Anglo-Italiana nel 1972, nella quale non superò il girone eliminatorio al cospetto della Roma e delle compagini inglesi dello Stoke City e del Carlisle United.
Nella stagione 2022-2023, dopo aver condotto un campionato senza sconfitte fino a metà febbraio, il Catanzaro vince il girone C con cinque giornate d'anticipo, guadagnandosi così il ritorno in Serie B dopo diciassette anni. Con solo sei pareggi e due sconfitte, il Catanzaro dei record chiude una stagione eccezionale, con 96 punti complessivi, superando il record della Ternana di due anni prima (che si era fermata a 90), segnando 102 reti e subendone solo 21, con una devastante differenza reti di +81
Tanti i record assoluti per la categoria realizzati in questa stagione: il già citato record di punti complessivi , il record di punti realizzati nel girone d’andata(51), migliore media punti complessiva (2,52 punti a partita), il record di vittorie complessive (30), il record di segnature di un calciatore in una sola stagione con Pietro Iemmello(28 reti).

## Campionati nazionali

### Partecipazioni ai campionati
| Livello | Categoria                  | Partecipazioni | Debutto   | Ultima stagione | Totale |
| ------- | -------------------------- | -------------- | --------- | --------------- | ------ |
| 1º      | Serie A                    | 7              | 1971-1972 | 1982-1983       | 7      |
| 2º      | Serie B                    | 29             | 1933-1934 | 2023-2024       | 29     |
| 3º      | Prima Divisione            | 3              | 1930-1931 | 1932-1933       | 30     |
| 3º      | Serie C                    | 18             | 1935-1936 | 2022-2023       | 30     |
| 3º      | Serie C1                   | 4              | 1984-1985 | 2003-2004       | 30     |
| 3º      | Lega Pro Prima Divisione   | 2              | 2012-2013 | 2013-2014       | 30     |
| 3º      | Lega Pro                   | 3              | 2014-2015 | 2016-2017       | 30     |
| 4º      | IV Serie                   | 1              | 1952-1953 | 1952-1953       | 19     |
| 4º      | Serie C2                   | 14             | 1991-1992 | 2007-2008       | 19     |
| 4º      | Lega Pro Seconda Divisione | 4              | 2008-2009 | 2011-2012       | 19     |

In 85 stagioni all'interno delle leghe calcistiche nazionali della FIGC sia attuali che passate: la Lega Calcio, la Lega Pro, la Lega di IV Serie, la Lega Sud, il DDS. Il Catanzaro non fu ufficialmente attivo fra il 1937 e il 1945 per la crisi finanziaria di origine bellica.

### Serie A

#### Record totali
Il Catanzaro conta 7 partecipazione al campionato di Serie A a girone unico. La prima partecipazione risale alla stagione 1971-1972, l'ultima al 1982-1983. Di seguito, le principali statistiche della società relative alle partite in casa e in trasferta.
Totale
- Partite giocate: 210
- Vittorie: 38
- Pareggi: 88
- Sconfitte: 84
- Punti totalizzati: 164
- Media punti: 23.4
- Goal fatti: 156
- Media goal fatti: 0.74
- Goal subiti: 253
- Media goal subiti: 1.2

In casa
- Partite giocate: 105
- Punti totalizzati: 111
- Vittorie: 30
- Pareggi: 51
- Sconfitte: 24
- Goal fatti: 93
- Media goal fatti: 0.88
- Goal subiti: 90
- Media goal subiti: 0.86

In trasferta
- Partite giocate: 105
- Punti totalizzati: 53
- Vittorie: 8
- Pareggi: 37
- Sconfitte: 60
- Goal fatti: 63
- Media goal fatti: 0.6
- Goal subiti: 163
- Media goal subiti: 1.55

#### Record stagionali
Di seguito i principali record stagionali della società.
Positivi
- Miglior piazzamento: 7º posto (1980-1981 e 1981-1982)
- Maggior numero di punti: 29 punti[13] (1980-1981)
- Maggior numero di reti fatte: 26 (1976-1977)
- Minor numero di reti subite: 27 (1980-1981)
- Maggior numero di vittorie: 9 (1981-1982)
- Minor numero di pareggi: 7 (1976-1977)
- Minor numero di sconfitte: 7 (1980-1981)

Negativi
- Peggior piazzamento: 16º posto (1982-1983)
- Minor numero di punti: 13[13] (1982-1983)
- Minor numero di reti fatte: 17 (1971-1972)
- Maggior numero di reti subite: 56 (1982-1983)
- Minor numero di vittorie: 2 (1982-1983)
- Maggior numero di pareggi: 17 (1980-1981)
- Maggior numero di sconfitte: 19 (1982-1983)

#### Partite
Di seguito sono riportate le migliori vittorie e le peggiori sconfitte in casa e in trasferta.
In casa
- Miglior vittoria:

3-0 vs. Cesena (1981-1982)
3-0 vs. Milan (1981-1982)
- Peggior sconfitta:

0-4 vs. Torino (1976-1977)
In trasferta
- Miglior vittoria:

0-2 vs. Atalanta (1978-1979)
1-3 vs. Roma (1978-1979)
- Peggior sconfitta:

5-0 vs. Inter (1982-1983)

#### Risultati finali
Di seguito le statistiche sui risultati finali in casa e in trasferta. Per quanto concerne le partite casalinghe, il risultato più popolare è lo 0-0, nelle partite esterne invece è l'1-0 per la squadra avversaria.
In casa
- 1-0: 14 volte
- 2-1: 7 volte
- 2-0: 4 volte
- 3-0: 2 volte
- 3-1: 2 volte
- 4-2: 1 volte
- 0-0: 25 volte
- 1-1: 21 volte

- 2-2: 5 volte
- 0-1: 7 volte
- 1-2: 6 volte
- 0-2: 5 volte
- 1-3: 4 volte
- 0-3: 1 volte
- 0-4: 1 volte

In trasferta
- 1-2: 3 volte
- 0-1: 3 volte
- 1-3: 1 volte
- 0-2: 1 volte
- 0-0: 18 volte
- 1-1: 16 volte
- 2-2: 3 volte
- 1-0: 19 volte
- 2-0: 9 volte

- 2-1: 8 volte
- 3-1: 7 volte
- 4-0: 4 volte
- 3-0: 4 volte
- 4-1: 4 volte
- 4-2: 2 volte
- 3-2: 2 volte
- 5-0: 1 volte

## Coppe nazionali

### Partecipazioni alle coppe nazionali
| Competizione          | Partecipazioni | Debutto   | Ultima stagione | Totale |
| --------------------- | -------------- | --------- | --------------- | ------ |
| Coppa Italia          | 44             | 1935-1936 | 2022-2023       | 44     |
| Torneo di Capodanno   | 1              | 1981      | 1981            | 1      |
| Coppa Italia Serie C  | 21             | 1984-1985 | 2022-2023       | 30     |
| Coppa Italia Lega Pro | 9              | 2008-2009 | 2016-2017       | 30     |
| Supercoppa Serie C    | 2              | 2004      | 2023            | 2      |

### Coppa Italia
Il Catanzaro ha preso parte a 45 edizioni della Coppa Italia. 
Il miglior risultato di sempre è stato ottenuto nell'edizione 1965-1966, con il raggiungimento della finale, poi persa ai tempi supplementari con la Fiorentina, mentre nei tornei 1978-1979 e 1981-1982 sono state raggiunte le semifinali.
Il debutto risale all'edizione 1935-1936. Nella partita d'esordio, i giallorossi s'imposero in casa per 4 reti a 1 contro il Signa. Le formazioni incontrate più spesso dai calabresi sono il Palermo e il Torino, con 9 partite.
Vittorie prestigiose, oltre quella con la Juventus dell'edizione 1965-1966, sono state il 2 a 1 con l'Udinese del fuoriclasse brasiliano Zico, nel torneo 1984-1985, e il 5 a 0 contro la Lazio, Coppa Italia 1987-1988.
Il centesimo gol del Catanzaro nella competizione è un autogol, e porta la firma del difensore juventino Claudio Gentile, in occasione della semifinale di andata del 1978. Il capocannoniere nel torneo invece, è Massimo Palanca, autore di 20 reti messe a segno in tutte le edizioni alla quale egli ha preso parte.
- 1935-1936 Quarto turno
- 1936-1937 Terzo turno
- 1958-1959 Terzo turno
- 1959-1960 Primo turno
- 1960-1961 Primo turno
- 1961-1962 Quarti di finale
- 1962-1963 Secondo turno
- 1963-1964 Secondo turno
- 1964-1965 Primo turno
- 1965-1966 Finale
- 1966-1967 Primo turno
- 1967-1968 Quarti di Finale
- 1968-1969 Girone eliminatorio
- 1969-1970 Girone eliminatorio
- 1970-1971 Girone eliminatorio
- 1971-1972 Girone eliminatorio
- 1972-1973 Girone eliminatorio
- 1973-1974 Girone eliminatorio
- 1974-1975 Girone eliminatorio
- 1975-1976 Girone eliminatorio
- 1976-1977 Girone eliminatorio
- 1977-1978 Girone eliminatorio
- 1978-1979 Semifinale
- 1979-1980 Girone eliminatorio
- 1980-1981 Girone eliminatorio
- 1981-1982 Semifinale
- 1982-1983 Ottavi di Finale
- 1983-1984 Girone eliminatorio
- 1984-1985 Girone eliminatorio
- 1985-1986 Girone eliminatorio
- 1986-1987 Girone eliminatorio
- 1987-1988 Girone eliminatorio
- 1988-1989 Girone eliminatorio
- 1989-1990 Primo turno
- 1990-1991 Primo turno
- 2004-2005 Girone eliminatorio
- 2005-2006 Secondo turno
- 2010-2011 Primo turno
- 2012-2013 Primo turno
- 2014-2015 Secondo turno
- 2015-2016 Primo turno
- 2019-2020 Secondo turno
- 2020-2021 Terzo turno
- 2021-2022 Trentaduesimi di finale
- 2022-2023 Turno preliminare

### Coppa Italia Lega Pro
Il Catanzaro ha preso parte a 31 edizioni della Coppa Italia di Serie C. Il debutto risale all'edizione 1984-1985. Giacché la formazione giallorossa prese parte in stagione anche alla Coppa Italia, fu inserito nel tabellone a partire dai sedicesimi di finale. Fu subito derby col Cosenza. A superare il turno fu il Catanzaro, dopo aver pareggiato uno a uno a Cosenza e vinto per due reti a zero al Ceravolo. Il cammino dei calabresi tuttavia si fermò agli ottavi, complice l'eliminazione ai rigori inflitta dal Casarano.
Il miglior risultato raggiunto dal Catanzaro nella competizione sono i quarti di finale, per tre volte, nelle edizioni 1992-1993, 2001-2002 e 2019-2020, nelle quali i calabresi furono eliminati rispettivamente dal Como, dal Chieti e dal Catania.
Durante il periodo in cui il torneo ebbe la denominazione di "Coppa Italia Lega Pro" (2008-2017), il Catanzaro ne prese parte a tutte e 9 le edizioni. A partire dal 2008-2009, il miglior risultato raggiunto è stato il terzo turno della stagione 2011-2012. Curiosamente in quell'occasione i giallorossi, eliminati dal Foggia, furono l'unica compagine di Seconda Divisione ad arrivare così in fondo alla competizione.
Coppa Italia Serie C
- 1984-1985 Ottavi di finale
- 1990-1991 Ottavi di finale
- 1991-1992 Girone eliminatorio
- 1992-1993 Quarti di finale
- 1993-1994 Girone eliminatorio
- 1994-1995 Primo turno
- 1995-1996 Secondo turno
- 1996-1997 Secondo turno
- 1997-1998 Ottavi di finale
- 1998-1999 Girone eliminatorio
- 1999-2000 Girone eliminatorio
- 2000-2001 Girone eliminatorio
- 2001-2002 Quarti di finale
- 2002-2003 Girone eliminatorio
- 2003-2004 Girone eliminatorio
- 2006-2007 Girone eliminatorio
- 2007-2008 Girone eliminatorio

Coppa Italia Lega Pro
- 2008-2009 Primo turno
- 2009-2010 Girone eliminatorio
- 2010-2011 Secondo turno
- 2011-2012 Terzo turno
- 2012-2013 Secondo turno
- 2013-2014 Secondo turno
- 2014-2015 Primo turno
- 2015-2016 Sedicesimi di finale
- 2016-2017 Girone eliminatorio

Coppa Italia Serie C
- 2017-2018 Fase a gironi
- 2018-2019 Ottavi di finale
- 2019-2020 Quarti di finale
- 2021-2022 Semifinale
- 2022-2023 Quarti di finale

## Competizioni internazionali

### Partecipazioni alle coppe internazionali
| Torneo               | Partecipazioni | Debutto | Ultima stagione |
| -------------------- | -------------- | ------- | --------------- |
| Coppa delle Alpi     | 1              | 1960    | 1960            |
| Coppa Anglo-Italiana | 1              | 1972    | 1972            |

### Coppa delle Alpi 1960
Il Catanzaro ha disputato, durante la sua storia, due tornei di livello internazionale. Il primo fu la Coppa delle Alpi 1960, nel quale i giallorossi disputarono due partite, contro la formazione svizzera del Brühl. La partita di andata, giocata allo stadio Nicola Ceravolo il 19 giugno 1960, fu vinta abbondantemente dai padroni di casa che prevalsero col risultato di cinque reti a una. I marcatori furono Susan, Ghersetich, doppietta, Fanello e Florio per il Catanzaro, e Brühl per gli svizzeri. Il ritorno, il 26 giugno, disputato in terra elvetica, si concluse a reti inviolate.
La competizione fu vinta, oltre che dal Catanzaro, dalla Roma, dall'Alessandria, dall'Verona, dal Napoli, dal Catania, dalla Triestina e dal Palermo, in rappresentanza dell'Italia contro formazioni svizzere.
| Turno               | Data           | Partita           | Risultato | Marcatori                                              | Spettatori |
| ------------------- | -------------- | ----------------- | --------- | ------------------------------------------------------ | ---------- |
| Turno unico Andata  | 19 giugno 1960 | Catanzaro - Brühl | 5-1       | (CZ) Susan, Ghersetich (2), Fanello, Florio (BR) Brühl | n.d.       |
| Turno unico Ritorno | 26 giugno 1960 | Brühl - Catanzaro | 0-0       |                                                        | n.d.       |

### Coppa Anglo-Italiana 1972
Nel 1972, i calabresi presero parte alla Coppa Anglo-Italiana, torneo riservato a club provenienti dal campionato italiano ed inglese. Le dodici formazioni iscritte erano divise in tre gironi da quattro squadre, due italiane e due inglesi. Il Catanzaro chiuse il proprio girone a zero punti. L'esordio nel torneo, mise di fronte ai giallorossi lo Stoke City. Il primo giugno 1972, allo stadio Ceravolo, davanti a 14.147 spettatori, gli inglesi prevalsero grazie alle reti di Dobing, Marsh e Greenhoff. Il ritorno, disputato il 7 giugno al Victoria Ground, fu ancora vinto dagli inglesi per due reti a zero. Davanti a 8.345 spettatori, segnarono ancora Greenhoff e Ritchie. Contro l'altra formazione inglese del girone, il Carlisle Utd, il Catanzaro perse la partita di andata uno a zero e quella di ritorno, in Inghilterra, quattro a uno.
| Turno                     | Data           | Partita                  | Risultato | Marcatori                | Spettatori |
| ------------------------- | -------------- | ------------------------ | --------- | ------------------------ | ---------- |
| Gruppo 1 Prima giornata   | 1º giugno 1972 | Catanzaro - Stoke City   | 0-3       | Dobing, Marsh, Greenhoff | 14.147     |
| Gruppo 1 Seconda giornata | 4 giugno 1972  | Catanzaro - Carlisle Utd | 0-1       | ?                        | n.d.       |
| Gruppo 1 Terza giornata   | 7 giugno 1972  | Stoke City - Catanzaro   | 2-0       | Greenhoff, Ritchie       | 8.345      |
| Gruppo 1 Quarta giornata  | 10 giugno 1972 | Carlisle Utd - Catanzaro | 4-1       | ?                        | n.d.       |

### Consuntivo delle gare disputate
PAR = partecipazioni alla competizione; G = partite giocate; V = vittorie; N = pareggi; P = sconfitte; F = Goal segnati; S = Goal subiti 
| Competizione         | PAR | G | V | N | P | F | S  | Miglior risultato          |
| -------------------- | --- | - | - | - | - | - | -- | -------------------------- |
| Coppa delle Alpi     | 1   | 2 | 1 | 1 | 0 | 5 | 1  | Campione (1960)            |
| Coppa Anglo-Italiana | 1   | 4 | 0 | 0 | 4 | 1 | 10 | Girone eliminatorio (1972) |
| Totale               | 2   | 6 | 1 | 1 | 4 | 6 | 11 |                            |

## Bilanci incontri

### Serie A
Statistiche aggiornate alla stagione 1982-1983.
| Legenda GC = giocate casa; VC = vittorie casa; PC = pareggi casa; SC = sconfitte casa; GF = giocate fuori casa; VF = vittorie fuori casa; PF = pareggi fuori casa; SF = sconfitte fuori casa; GT = giocate totali; VT = vittorie totali; PT = pareggi totali; ST = sconfitte totali; GF = gol fatti totali; GS = gol subiti totali; = Saldo positivo; = Saldo neutro; = Saldo negativo; |

| Squadra    | G  | VC | PC | SC | VF | PF | SF | VT | PT | ST | GF | GS | Saldo |
| ---------- | -- | -- | -- | -- | -- | -- | -- | -- | -- | -- | -- | -- | ----- |
| Ascoli     | 10 | 3  | 2  | 0  | 1  | 2  | 2  | 4  | 4  | 2  | 14 | 11 | Si    |
| Atalanta   | 4  | 0  | 2  | 0  | 1  | 0  | 1  | 1  | 2  | 1  | 3  | 2  |       |
| Avellino   | 10 | 0  | 5  | 0  | 0  | 1  | 4  | 0  | 6  | 4  | 2  | 10 | No    |
| Bologna    | 12 | 2  | 3  | 1  | 0  | 4  | 2  | 2  | 7  | 3  | 8  | 11 | No    |
| Brescia    | 2  | 0  | 1  | 0  | 0  | 1  | 0  | 0  | 2  | 0  | 1  | 1  |       |
| Cagliari   | 10 | 2  | 2  | 1  | 0  | 1  | 4  | 2  | 3  | 5  | 7  | 10 | No    |
| Cesena     | 6  | 2  | 1  | 0  | 0  | 1  | 2  | 2  | 2  | 2  | 9  | 8  |       |
| Como       | 4  | 1  | 1  | 0  | 0  | 2  | 0  | 1  | 3  | 0  | 3  | 1  | Si    |
| Fiorentina | 14 | 0  | 2  | 5  | 0  | 3  | 4  | 0  | 5  | 9  | 5  | 21 | No    |
| Foggia     | 2  | 1  | 0  | 0  | 0  | 0  | 1  | 1  | 0  | 1  | 3  | 2  |       |
| Genoa      | 6  | 2  | 1  | 0  | 0  | 0  | 3  | 2  | 1  | 3  | 6  | 11 | No    |
| Inter      | 14 | 0  | 4  | 3  | 0  | 3  | 4  | 0  | 7  | 7  | 8  | 22 | No    |
| Juventus   | 14 | 1  | 2  | 4  | 0  | 0  | 7  | 1  | 2  | 11 | 7  | 27 | No    |
| Lazio      | 6  | 2  | 0  | 1  | 1  | 0  | 2  | 3  | 0  | 3  | 8  | 9  |       |
| Mantova    | 2  | 0  | 1  | 0  | 0  | 1  | 0  | 0  | 2  | 0  | 2  | 2  |       |
| Milan      | 10 | 2  | 1  | 2  | 1  | 1  | 3  | 3  | 2  | 5  | 8  | 14 | No    |
| Napoli     | 14 | 1  | 4  | 2  | 0  | 4  | 3  | 1  | 8  | 5  | 6  | 10 | No    |
| Perugia    | 8  | 1  | 2  | 1  | 0  | 3  | 1  | 1  | 5  | 2  | 5  | 6  | No    |
| Pescara    | 2  | 0  | 1  | 0  | 0  | 1  | 0  | 0  | 2  | 0  | 2  | 2  |       |
| Pisa       | 2  | 0  | 0  | 1  | 0  | 1  | 0  | 0  | 1  | 1  | 0  | 2  | No    |
| Pistoiese  | 2  | 0  | 0  | 1  | 1  | 0  | 0  | 1  | 0  | 1  | 2  | 3  |       |
| Roma       | 14 | 1  | 6  | 0  | 1  | 2  | 4  | 2  | 8  | 4  | 12 | 17 | No    |
| Sampdoria  | 6  | 2  | 1  | 0  | 0  | 1  | 2  | 2  | 2  | 2  | 7  | 9  |       |
| Torino     | 14 | 3  | 2  | 2  | 1  | 1  | 5  | 4  | 3  | 7  | 8  | 19 | No    |
| Udinese    | 8  | 1  | 3  | 0  | 1  | 0  | 3  | 2  | 3  | 3  | 9  | 10 | No    |
| Varese     | 2  | 0  | 1  | 0  | 0  | 1  | 0  | 0  | 2  | 0  | 2  | 2  |       |
| Verona     | 8  | 2  | 2  | 0  | 0  | 3  | 1  | 2  | 5  | 1  | 6  | 6  | Si    |
| Vicenza    | 4  | 1  | 1  | 0  | 0  | 0  | 2  | 1  | 1  | 2  | 3  | 5  | No    |

### Serie B
Statistiche aggiornate alla stagione 2005-2006.
| Squadra           | G  | VC | PC | SC | VF | PF | SF | VT | PT | ST | GF | GS | Saldo |
| ----------------- | -- | -- | -- | -- | -- | -- | -- | -- | -- | -- | -- | -- | ----- |
| Alba Roma         | 2  | 0  | 0  | 1  | 0  | 0  | 1  | 0  | 0  | 2  | 3  | 5  | No    |
| AlbinoLeffe       | 4  | 0  | 0  | 2  | 0  | 2  | 0  | 0  | 2  | 2  | 2  | 5  | No    |
| Alessandria       | 16 | 7  | 1  | 0  | 2  | 3  | 3  | 9  | 4  | 3  | 24 | 14 | Si    |
| Ancona            | 4  | 1  | 0  | 1  | 0  | 2  | 0  | 1  | 2  | 1  | 5  | 3  |       |
| L'Aquila          | 4  | 1  | 0  | 1  | 0  | 0  | 2  | 1  | 0  | 3  | 5  | 10 | No    |
| Arezzo            | 22 | 6  | 4  | 1  | 2  | 5  | 4  | 8  | 9  | 5  | 22 | 22 | Si    |
| Arsenale Taranto  | 2  | 1  | 0  | 0  | 0  | 0  | 1  | 1  | 0  | 1  | 2  | 2  |       |
| Ascoli            | 10 | 2  | 1  | 2  | 0  | 1  | 4  | 2  | 2  | 6  | 9  | 14 | No    |
| Atalanta          | 20 | 5  | 2  | 3  | 0  | 1  | 9  | 5  | 3  | 12 | 11 | 29 | No    |
| Avellino          | 14 | 3  | 2  | 2  | 0  | 4  | 3  | 3  | 6  | 5  | 11 | 13 | No    |
| Bari              | 28 | 6  | 7  | 1  | 3  | 5  | 6  | 9  | 12 | 7  | 26 | 27 | Si    |
| Barletta          | 6  | 0  | 3  | 0  | 1  | 1  | 1  | 1  | 4  | 1  | 3  | 5  |       |
| Bologna           | 6  | 1  | 0  | 2  | 0  | 1  | 2  | 1  | 1  | 4  | 5  | 12 | No    |
| Brescia           | 38 | 7  | 8  | 4  | 3  | 8  | 8  | 10 | 16 | 12 | 28 | 32 | No    |
| Brindisi          | 10 | 4  | 1  | 0  | 1  | 2  | 2  | 5  | 3  | 2  | 8  | 2  | Si    |
| Cagliari          | 16 | 3  | 3  | 2  | 3  | 2  | 3  | 6  | 5  | 5  | 32 | 22 | Si    |
| Campobasso        | 4  | 1  | 1  | 0  | 0  | 0  | 2  | 1  | 1  | 2  | 3  | 4  | No    |
| Casertana         | 2  | 1  | 0  | 0  | 0  | 1  | 0  | 1  | 1  | 0  | 1  | 0  | Si    |
| Catania           | 24 | 5  | 3  | 4  | 2  | 2  | 8  | 7  | 5  | 12 | 20 | 28 | No    |
| Cavese            | 2  | 0  | 1  | 0  | 0  | 0  | 1  | 0  | 1  | 1  | 0  | 1  | No    |
| Cesena            | 18 | 5  | 3  | 1  | 2  | 2  | 5  | 7  | 5  | 6  | 17 | 19 | Si    |
| Como              | 28 | 7  | 7  | 0  | 4  | 2  | 8  | 11 | 9  | 8  | 32 | 28 | Si    |
| Cosenza           | 12 | 3  | 3  | 0  | 0  | 5  | 1  | 3  | 8  | 1  | 10 | 5  | Si    |
| Cremonese         | 16 | 2  | 4  | 2  | 0  | 4  | 4  | 2  | 8  | 6  | 11 | 16 | No    |
| Crotone           | 4  | 1  | 1  | 0  | 0  | 0  | 2  | 1  | 1  | 2  | 4  | 7  | No    |
| Derthona          | 2  | 1  | 0  | 0  | 1  | 0  | 0  | 2  | 0  | 0  | 9  | 1  | Si    |
| Empoli            | 8  | 2  | 1  | 1  | 0  | 0  | 4  | 2  | 1  | 5  | 5  | 9  | No    |
| Foggia            | 24 | 7  | 4  | 1  | 0  | 2  | 10 | 7  | 6  | 11 | 24 | 24 | No    |
| Genoa             | 28 | 7  | 6  | 1  | 2  | 7  | 5  | 9  | 13 | 6  | 24 | 18 | Si    |
| Grion Pola        | 1  | 1  | 0  | 0  | -  | -  | -  | 1  | 0  | 0  | 4  | 1  | Si    |
| Lazio             | 12 | 0  | 5  | 1  | 0  | 1  | 5  | 0  | 6  | 6  | 6  | 14 | No    |
| Lecce             | 8  | 2  | 1  | 1  | 0  | 1  | 3  | 2  | 2  | 4  | 6  | 9  | No    |
| Lecco             | 16 | 4  | 4  | 0  | 0  | 5  | 3  | 4  | 9  | 3  | 14 | 14 | Si    |
| Legnano           | 2  | 0  | 1  | 0  | 0  | 1  | 0  | 0  | 2  | 0  | 3  | 3  |       |
| Licata            | 4  | 0  | 2  | 0  | 0  | 2  | 0  | 0  | 4  | 0  | 1  | 1  |       |
| Livorno           | 16 | 3  | 2  | 3  | 2  | 3  | 3  | 5  | 5  | 6  | 12 | 21 | No    |
| Lucchese          | 4  | 2  | 0  | 0  | 0  | 0  | 2  | 2  | 0  | 2  | 4  | 6  |       |
| Mantova           | 16 | 4  | 1  | 3  | 1  | 2  | 5  | 5  | 3  | 8  | 11 | 21 | No    |
| Marzotto Valdagno | 4  | 1  | 1  | 0  | 0  | 1  | 1  | 1  | 2  | 1  | 6  | 4  |       |
| Massese           | 2  | 1  | 0  | 0  | 0  | 1  | 0  | 1  | 1  | 0  | 2  | 1  | Si    |
| Messina           | 24 | 4  | 7  | 1  | 1  | 4  | 7  | 5  | 11 | 8  | 20 | 25 | No    |
| Modena            | 32 | 6  | 8  | 2  | 0  | 6  | 10 | 6  | 14 | 12 | 25 | 37 | No    |
| Monza             | 34 | 8  | 7  | 2  | 4  | 9  | 4  | 12 | 16 | 6  | 33 | 23 | Si    |
| Napoli            | 6  | 1  | 1  | 1  | 0  | 0  | 3  | 1  | 1  | 4  | 4  | 9  | No    |
| Novara            | 24 | 8  | 4  | 0  | 2  | 3  | 7  | 10 | 7  | 7  | 30 | 24 | Si    |
| Padova            | 24 | 6  | 4  | 2  | 0  | 5  | 7  | 6  | 9  | 9  | 15 | 19 | No    |
| Palermo           | 30 | 8  | 5  | 2  | 0  | 7  | 8  | 8  | 12 | 10 | 27 | 30 | No    |
| Parma             | 22 | 4  | 4  | 3  | 1  | 4  | 6  | 5  | 8  | 9  | 19 | 26 | No    |
| Pavia             | 2  | 1  | 0  | 0  | 0  | 1  | 0  | 1  | 1  | 0  | 2  | 1  | Si    |
| Perugia           | 24 | 4  | 5  | 3  | 0  | 5  | 7  | 4  | 10 | 10 | 17 | 28 | No    |
| Pescara           | 16 | 7  | 0  | 1  | 3  | 1  | 4  | 10 | 1  | 5  | 22 | 16 | Si    |
| Piacenza          | 12 | 1  | 2  | 3  | 2  | 1  | 3  | 3  | 3  | 6  | 8  | 12 | No    |
| Pisa              | 14 | 4  | 1  | 2  | 0  | 3  | 4  | 4  | 4  | 6  | 13 | 18 | No    |
| Pistoiese         | 6  | 1  | 1  | 1  | 1  | 0  | 2  | 2  | 1  | 3  | 10 | 10 | No    |
| Potenza           | 10 | 1  | 4  | 0  | 0  | 5  | 0  | 1  | 9  | 0  | 12 | 11 | Si    |
| Prato             | 6  | 2  | 1  | 0  | 0  | 0  | 3  | 2  | 1  | 3  | 3  | 6  | No    |
| Pro Patria        | 14 | 3  | 4  | 0  | 0  | 5  | 2  | 3  | 9  | 2  | 14 | 14 | Si    |
| Pro Vercelli      | 2  | 1  | 0  | 0  | 0  | 0  | 1  | 1  | 0  | 1  | 4  | 8  |       |
| Reggiana          | 28 | 7  | 6  | 1  | 3  | 4  | 7  | 10 | 10 | 8  | 26 | 29 | Si    |
| Reggina           | 20 | 3  | 5  | 2  | 0  | 5  | 5  | 3  | 10 | 7  | 17 | 22 | No    |
| Rieti             | 2  | 0  | 0  | 1  | 0  | 0  | 1  | 0  | 0  | 2  | 1  | 3  | No    |
| Rimini            | 4  | 2  | 0  | 0  | 0  | 1  | 1  | 2  | 1  | 1  | 4  | 4  | Si    |
| Salernitana       | 6  | 2  | 1  | 0  | 0  | 1  | 2  | 2  | 2  | 2  | 6  | 3  |       |
| Sambenedettese    | 22 | 8  | 3  | 0  | 2  | 4  | 5  | 10 | 7  | 5  | 20 | 16 | Si    |
| Sampdoria         | 6  | 1  | 1  | 1  | 0  | 0  | 3  | 1  | 1  | 4  | 4  | 9  | No    |
| Savona            | 2  | 1  | 0  | 0  | 0  | 0  | 1  | 1  | 0  | 1  | 3  | 2  |       |
| Scafatese         | 2  | 1  | 0  | 0  | 0  | 0  | 1  | 1  | 0  | 1  | 1  | 2  |       |
| Seregno           | 2  | 0  | 1  | 0  | 0  | 0  | 1  | 0  | 1  | 1  | 0  | 4  | No    |
| Siracusa          | 2  | 1  | 0  | 0  | 0  | 0  | 1  | 1  | 0  | 1  | 3  | 3  |       |
| SPAL              | 12 | 5  | 1  | 0  | 0  | 2  | 4  | 5  | 3  | 4  | 10 | 7  | Si    |
| Spezia            | 4  | 0  | 2  | 0  | 1  | 0  | 1  | 1  | 2  | 1  | 2  | 2  |       |
| Taranto           | 22 | 6  | 5  | 0  | 2  | 7  | 2  | 8  | 12 | 2  | 27 | 13 | Si    |
| Ternana           | 18 | 6  | 0  | 3  | 2  | 2  | 5  | 8  | 2  | 8  | 22 | 16 |       |
| Torino            | 8  | 0  | 1  | 3  | 0  | 0  | 4  | 0  | 1  | 7  | 4  | 14 | No    |
| Torrese           | 2  | 1  | 0  | 0  | 0  | 0  | 1  | 1  | 0  | 1  | 4  | 3  |       |
| Soccer Trani      | 4  | 0  | 2  | 0  | 0  | 1  | 1  | 0  | 3  | 1  | 2  | 3  | No    |
| Treviso           | 2  | 0  | 0  | 1  | 0  | 0  | 1  | 0  | 0  | 2  | 1  | 6  | No    |
| Triestina         | 22 | 5  | 5  | 1  | 0  | 4  | 7  | 5  | 9  | 8  | 19 | 23 | No    |
| Udinese           | 8  | 4  | 0  | 0  | 0  | 2  | 2  | 4  | 2  | 2  | 10 | 10 | Si    |
| Varese            | 16 | 3  | 3  | 2  | 0  | 1  | 7  | 3  | 4  | 9  | 13 | 21 | No    |
| Venezia           | 18 | 3  | 3  | 3  | 0  | 3  | 6  | 3  | 6  | 9  | 8  | 19 | No    |
| Verona            | 28 | 6  | 6  | 2  | 1  | 4  | 9  | 7  | 10 | 11 | 24 | 33 | No    |
| Viareggio         | 4  | 0  | 2  | 0  | 1  | 0  | 1  | 1  | 2  | 1  | 5  | 5  |       |
| Vicenza           | 10 | 0  | 4  | 1  | 0  | 0  | 5  | 0  | 4  | 6  | 6  | 17 | No    |
| GC Vigevanesi     | 2  | 0  | 1  | 0  | 0  | 0  | 1  | 0  | 1  | 1  | 2  | 3  | No    |

### Serie C1/Lega Pro Prima Divisione
Statistiche aggiornate alla stagione 2013-2014.
| Squadra        | G  | VC | PC | SC | VF | PF | SF | VT | PT | ST | GF | GS | Saldo |
| -------------- | -- | -- | -- | -- | -- | -- | -- | -- | -- | -- | -- | -- | ----- |
| Acireale       | 2  | 1  | 0  | 0  | 0  | 1  | 0  | 1  | 1  | 0  | 1  | 0  | Si    |
| Akragas        | 2  | 1  | 0  | 0  | 0  | 1  | 0  | 1  | 1  | 0  | 4  | 0  | Si    |
| Arezzo         | 2  | 0  | 1  | 0  | 0  | 1  | 0  | 0  | 2  | 0  | 0  | 0  |       |
| Ascoli         | 2  | 0  | 1  | 0  | 1  | 0  | 0  | 1  | 1  | 0  | 2  | 1  | Si    |
| Avellino       | 2  | 0  | 0  | 1  | 0  | 0  | 1  | 0  | 0  | 2  | 0  | 3  | No    |
| Barletta       | 8  | 3  | 1  | 0  | 3  | 1  | 0  | 6  | 2  | 0  | 19 | 7  | Si    |
| Battipagliese  | 2  | 0  | 1  | 0  | 0  | 0  | 1  | 0  | 1  | 1  | 1  | 2  | No    |
| Benevento      | 10 | 2  | 2  | 1  | 1  | 2  | 2  | 3  | 4  | 3  | 10 | 10 |       |
| Brindisi       | 2  | 1  | 0  | 0  | 0  | 0  | 1  | 1  | 0  | 1  | 1  | 1  |       |
| Campania       | 6  | 1  | 2  | 0  | 0  | 1  | 2  | 1  | 3  | 2  | 5  | 7  | No    |
| Carrarese      | 2  | 0  | 0  | 1  | 0  | 1  | 0  | 0  | 1  | 1  | 4  | 5  | No    |
| Casarano       | 4  | 2  | 0  | 0  | 0  | 1  | 1  | 2  | 1  | 1  | 4  | 1  | Si    |
| Casertana      | 6  | 2  | 1  | 0  | 0  | 1  | 2  | 2  | 2  | 2  | 8  | 6  |       |
| Catania        | 2  | 0  | 1  | 0  | 0  | 0  | 1  | 0  | 1  | 1  | 2  | 3  | No    |
| Cavese         | 2  | 1  | 0  | 0  | 0  | 1  | 0  | 1  | 1  | 0  | 2  | 1  | Si    |
| Chieti         | 2  | 1  | 0  | 0  | 1  | 0  | 0  | 2  | 0  | 0  | 3  | 1  | Si    |
| Cosenza        | 4  | 2  | 0  | 0  | 1  | 0  | 1  | 3  | 0  | 1  | 9  | 3  | Si    |
| Crotone        | 2  | 1  | 0  | 0  | 0  | 1  | 0  | 1  | 1  | 0  | 4  | 3  | Si    |
| Fermana        | 2  | 1  | 0  | 0  | 0  | 1  | 0  | 1  | 1  | 0  | 3  | 0  | Si    |
| Fidelis Andria | 4  | 0  | 1  | 1  | 0  | 1  | 1  | 0  | 2  | 2  | 0  | 2  | No    |
| Foggia         | 6  | 2  | 0  | 1  | 1  | 0  | 2  | 3  | 2  | 1  | 10 | 7  | Si    |
| Francavilla    | 2  | 0  | 1  | 0  | 0  | 1  | 0  | 0  | 2  | 0  | 1  | 1  |       |
| Frosinone      | 4  | 1  | 0  | 1  | 0  | 0  | 2  | 1  | 0  | 3  | 1  | 10 | No    |
| Giarre         | 2  | 0  | 1  | 0  | 0  | 1  | 0  | 0  | 2  | 0  | 2  | 2  |       |
| Giulianova     | 2  | 1  | 0  | 0  | 1  | 0  | 0  | 2  | 0  | 0  | 4  | 1  | Si    |
| Grosseto       | 2  | 1  | 0  | 0  | 1  | 0  | 0  | 2  | 0  | 0  | 2  | 0  | Si    |
| Gubbio         | 4  | 1  | 1  | 0  | 0  | 2  | 0  | 1  | 3  | 0  | 8  | 5  | Si    |
| L'Aquila       | 4  | 1  | 0  | 1  | 1  | 1  | 0  | 2  | 1  | 1  | 3  | 3  | Si    |
| Lanciano       | 2  | 1  | 0  | 0  | 0  | 0  | 1  | 1  | 0  | 1  | 2  | 3  |       |
| Latina         | 2  | 0  | 0  | 1  | 0  | 0  | 1  | 0  | 0  | 2  | 1  | 4  | No    |
| Lecce          | 2  | 0  | 1  | 0  | 1  | 0  | 0  | 1  | 1  | 0  | 2  | 1  | Si    |
| Licata         | 4  | 1  | 1  | 0  | 1  | 1  | 0  | 2  | 2  | 0  | 4  | 0  | Si    |
| Livorno        | 2  | 0  | 1  | 0  | 0  | 1  | 0  | 0  | 2  | 0  | 1  | 1  |       |
| Martina        | 4  | 2  | 0  | 0  | 0  | 1  | 1  | 2  | 1  | 1  | 5  | 3  | Si    |
| Messina        | 2  | 1  | 0  | 0  | 0  | 0  | 1  | 1  | 0  | 1  | 4  | 3  |       |
| Monopoli       | 6  | 3  | 0  | 0  | 0  | 1  | 2  | 3  | 1  | 2  | 10 | 9  | Si    |
| Nocerina       | 8  | 3  | 0  | 1  | 3  | 1  | 0  | 6  | 1  | 1  | 17 | 5  | Si    |
| Nola           | 2  | 0  | 1  | 0  | 0  | 1  | 0  | 0  | 2  | 0  | 1  | 1  |       |
| Palermo        | 4  | 2  | 0  | 0  | 0  | 1  | 1  | 2  | 1  | 1  | 5  | 2  | Si    |
| Paganese       | 4  | 2  | 0  | 0  | 1  | 1  | 0  | 3  | 1  | 0  | 8  | 2  | Si    |
| Paternò        | 2  | 1  | 0  | 0  | 0  | 1  | 0  | 1  | 1  | 0  | 2  | 0  | Si    |
| Perugia        | 6  | 1  | 1  | 1  | 1  | 0  | 2  | 2  | 1  | 3  | 8  | 10 | No    |
| Pisa           | 4  | 1  | 1  | 0  | 0  | 1  | 1  | 1  | 2  | 1  | 2  | 4  |       |
| Pontedera      | 1  | 1  | 0  | 0  | 0  | 1  | 0  | 1  | 1  | 0  | 1  | 0  | Si    |
| Prato          | 4  | 1  | 1  | 0  | 0  | 2  | 0  | 1  | 3  | 0  | 2  | 1  | Si    |
| Reggina        | 4  | 2  | 0  | 0  | 0  | 2  | 0  | 2  | 2  | 0  | 8  | 4  | Si    |
| Salernitana    | 6  | 2  | 1  | 0  | 0  | 1  | 2  | 1  | 2  | 2  | 7  | 7  |       |
| Sambenedettese | 2  | 1  | 0  | 0  | 0  | 1  | 0  | 1  | 1  | 0  | 2  | 0  | Si    |
| Siena          | 4  | 1  | 0  | 1  | 1  | 0  | 1  | 2  | 0  | 2  | 4  | 2  |       |
| Siracusa       | 2  | 1  | 0  | 0  | 0  | 1  | 0  | 1  | 1  | 0  | 3  | 2  | Si    |
| Sora           | 2  | 1  | 0  | 0  | 0  | 0  | 1  | 1  | 0  | 1  | 2  | 2  |       |
| Sorrento       | 4  | 2  | 0  | 0  | 2  | 0  | 0  | 4  | 4  | 0  | 5  | 1  | Si    |
| Taranto        | 2  | 0  | 1  | 0  | 1  | 0  | 0  | 1  | 1  | 0  | 1  | 0  | Si    |
| Teramo         | 4  | 2  | 0  | 0  | 0  | 2  | 0  | 2  | 2  | 0  | 5  | 2  | Si    |
| Ternana        | 4  | 2  | 0  | 0  | 0  | 2  | 0  | 2  | 2  | 0  | 7  | 3  | Si    |
| Torres         | 2  | 1  | 0  | 0  | 0  | 0  | 1  | 1  | 0  | 1  | 3  | 5  |       |
| Viareggio      | 4  | 1  | 1  | 0  | 0  | 1  | 1  | 1  | 2  | 1  | 5  | 5  |       |
| Vis Pesaro     | 2  | 1  | 0  | 0  | 0  | 0  | 1  | 1  | 0  | 1  | 2  | 2  |       |
| Viterbese      | 2  | 0  | 1  | 0  | 0  | 0  | 1  | 0  | 1  | 1  | 1  | 3  | No    |

### IV Serie
Statistiche aggiornate alla stagione 1952-1953.
| Squadra     | G | VC | PC | SC | VF | PF | SF | VT | PT | ST | GF | GS | Saldo |
| ----------- | - | -- | -- | -- | -- | -- | -- | -- | -- | -- | -- | -- | ----- |
| Acireale    | 2 | 1  | 0  | 0  | 1  | 0  | 0  | 2  | 0  | 0  | 5  | 1  | Si    |
| Cavese      | 2 | 1  | 0  | 0  | 0  | 1  | 0  | 1  | 1  | 0  | 6  | 3  | Si    |
| Cosenza     | 2 | 1  | 0  | 0  | 0  | 1  | 0  | 1  | 1  | 0  | 2  | 1  | Si    |
| Crotone     | 2 | 0  | 0  | 1  | 0  | 0  | 1  | 0  | 0  | 2  | 1  | 3  | No    |
| Enna        | 2 | 0  | 1  | 0  | 0  | 0  | 1  | 0  | 1  | 1  | 1  | 2  | No    |
| Igea Virtus | 2 | 1  | 0  | 0  | 1  | 0  | 0  | 2  | 0  | 0  | 6  | 0  | Si    |
| Marsala     | 2 | 1  | 0  | 0  | 0  | 0  | 1  | 1  | 0  | 1  | 5  | 4  |       |
| Nissena     | 2 | 1  | 0  | 0  | 0  | 0  | 1  | 1  | 0  | 1  | 5  | 2  |       |
| Nocerina    | 2 | 1  | 0  | 0  | 0  | 1  | 0  | 1  | 1  | 0  | 1  | 0  | Si    |
| Palmese     | 2 | 1  | 0  | 0  | 1  | 0  | 0  | 2  | 0  | 0  | 6  | 0  | Si    |
| Potenza     | 2 | 0  | 1  | 0  | 0  | 1  | 0  | 0  | 2  | 0  | 1  | 1  |       |
| Puteolana   | 2 | 0  | 1  | 0  | 0  | 1  | 0  | 0  | 2  | 0  | 0  | 0  |       |
| Reggina     | 2 | 1  | 0  | 0  | 0  | 1  | 0  | 1  | 1  | 0  | 5  | 0  | Si    |
| Trapani     | 2 | 1  | 0  | 0  | 0  | 0  | 1  | 1  | 0  | 1  | 4  | 4  |       |
| Turris      | 2 | 1  | 0  | 0  | 0  | 1  | 0  | 1  | 1  | 0  | 4  | 1  | Si    |

## Statistiche spettatori in campionato

### Serie A
| Campionato        | Stagione | Media  | Max.   | Min.   | Totale  | Abbonamenti |
| ----------------- | -------- | ------ | ------ | ------ | ------- | ----------- |
| Serie A 1971-1972 | dettagli | 14 740 | 24 355 | 8 860  | 221 095 | 2 250       |
| Serie A 1976-1977 | dettagli | 14 385 | 26 000 | 4 328  | 215 771 | 2 252       |
| Serie A 1978-1979 | dettagli | 17 177 | 25 491 | 11 422 | 257 650 | 2 132       |
| Serie A 1979-1980 | dettagli | 12 239 | 22 532 | 8 147  | 183 588 | 1 947       |
| Serie A 1980-1981 | dettagli | 14 035 | 19 568 | 9 485  | 210 522 | 2 446       |
| Serie A 1981-1982 | dettagli | 16 289 | 28 942 | 9 795  | 244 332 | 3 640       |
| Serie A 1982-1983 | dettagli | 10 597 | 18 841 | 4 974  | 158 955 | 3 995       |

### Serie B
N.B.: Statistiche disponibili a partire dal campionato 1962-1963.
| Campionato        | Stagione | Media  | Max.   | Min.  | Totale  | Abbonamenti |
| ----------------- | -------- | ------ | ------ | ----- | ------- | ----------- |
| Serie B 1962-1963 | dettagli | 3 099  | -      | -     | -       | -           |
| Serie B 1963-1964 | dettagli | 3 562  | -      | -     | -       | -           |
| Serie B 1964-1965 | dettagli | 3 927  | -      | -     | -       | -           |
| Serie B 1965-1966 | dettagli | 4 878  | -      | -     | -       | -           |
| Serie B 1966-1967 | dettagli | 6 789  | 16 000 | 3 500 | 129 000 | -           |
| Serie B 1967-1968 | dettagli | 3 801  | -      | -     | -       | -           |
| Serie B 1968-1969 | dettagli | 3 494  | -      | -     | -       | -           |
| Serie B 1969-1970 | dettagli | 4 089  | -      | -     | -       | -           |
| Serie B 1970-1971 | dettagli | 5 283  | -      | -     | -       | -           |
| Serie B 1972-1973 | dettagli | 9 492  | -      | -     | -       | -           |
| Serie B 1973-1974 | dettagli | 7 973  | -      | -     | -       | -           |
| Serie B 1974-1975 | dettagli | 12 147 | -      | -     | -       | -           |
| Serie B 1975-1976 | dettagli | 11 610 | -      | -     | -       | -           |
| Serie B 1977-1978 | dettagli | 10 252 | -      | -     | -       | -           |
| Serie B 1983-1984 | dettagli | 5 838  | -      | -     | -       | -           |
| Serie B 1985-1986 | dettagli | 6 595  | -      | -     | -       | -           |
| Serie B 1987-1988 | dettagli | 9 349  | -      | -     | -       | -           |
| Serie B 1988-1989 | dettagli | 7 016  | -      | -     | -       | -           |
| Serie B 1989-1990 | dettagli | 4 612  | 15 357 | 1 319 | 87 624  | 722         |
| Serie B 2004-2005 | dettagli | 6 416  | 9 650  | 4 000 | 134 726 | 3 944       |
| Serie B 2005-2006 | dettagli | 5 513  | 8 500  | 3 807 | 115 781 | 3 271       |

### Lega Pro
N.B.: Statistiche disponibili a partire dal campionato 2001-2002.
| Campionato                           | Stagione | Media | Max.   | Min.  | Totale  | Abbonamenti |
| ------------------------------------ | -------- | ----- | ------ | ----- | ------- | ----------- |
| Serie C2 2001-2002                   | dettagli | 2 853 | 4 500  | 1 300 | 48 500  | -           |
| Serie C2 2002-2003                   | dettagli | 3 041 | 6 500  | 1 137 | 51 694  | 333         |
| Serie C1 2003-2004                   | dettagli | 7 198 | 14 754 | 4 430 | 122 365 | 2 754       |
| Serie C2 2006-2007                   | dettagli | 2 171 | 3 500  | 1 200 | 36 904  | -           |
| Serie C2 2007-2008                   | dettagli | 1 831 | 4 500  | 1 000 | 31 135  | 933         |
| Lega Pro Seconda Divisione 2008-2009 | dettagli | 2 371 | 4 590  | 600   | 37 943  | 474         |
| Lega Pro Seconda Divisione 2009-2010 | dettagli | 2 513 | 4 136  | 1 238 | 42 721  | 623         |
| Lega Pro Seconda Divisione 2010-2011 | dettagli | 380   | 500    | 250   | 1 899   | -           |
| Lega Pro Seconda Divisione 2011-2012 | dettagli | 3 842 | 8 000  | 2 000 | 76 832  | 940         |
| Lega Pro Prima Divisione 2012-2013   | dettagli | 3 673 | 5 157  | 2 925 | 55 094  | 2 060       |
| Lega Pro Prima Divisione 2013-2014   | dettagli | 3 694 | 4 584  | 2 567 | 55 407  | 1 822       |
| Lega Pro 2014-2015                   | dettagli | 2 945 | 4 871  | 1 760 | 55 955  | 1 760       |
| Lega Pro 2015-2016                   | dettagli | 2 236 | 6 695  | 1 243 | 35 773  | 782         |
| Lega Pro 2016-2017                   | dettagli | 5 770 | 1 198  | 1 243 | 33 635  | 718         |
| Serie C 2017-2018                    | dettagli | 4 053 | 6 917  | 2 376 | 72 962  | 1 826       |
| Serie C 2018-2019                    | dettagli | 4 236 | 8 498  | 2 730 | 72 011  | 1 481       |
| Serie C 2019-2020                    | dettagli |       |        |       |         | 2 445       |
| Serie C 2022-2023                    | dettagli | 7 637 | 12 138 | 4 484 | 145 098 | 2 405       |